# Viveca Lindfors
Viveca Lindfors (eigentlich: Elsa Viveca Torstensdotter Lindfors; * 29. Dezember 1920 in Uppsala, Uppsala län, Schweden; † 25. Oktober 1995 ebenda) war eine US-amerikanische Film- und Theaterschauspielerin sowie eine Filmregisseurin und Drehbuchautorin schwedischer Herkunft.

## Biografie

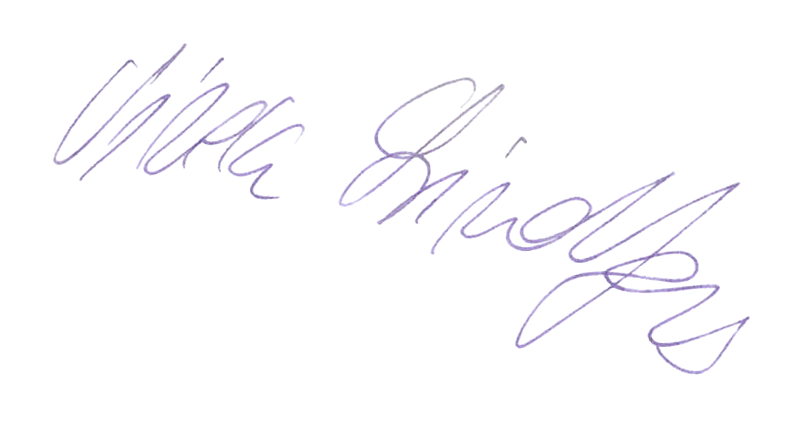
Unterschrift Viveca Lindfors

Viveca Lindfors zählt neben Greta Garbo und Ingrid Bergman zu den bekanntesten Schauspielerinnen Schwedens, obgleich sie nie denselben Starstatus einnahm. Sie erlernte ihr Handwerk am Königlichen Theater in Stockholm und debütierte 1940, 20-jährig, in der schwedischen Filmkomödie Snurriga familjen.
In den kommenden fünfeinhalb Jahren stand Lindfors in Schweden in fünfzehn Spielfilmen vor der Kamera und in zahlreichen Stücken auch auf der Theaterbühne. 1945 zog die dunkelhaarige Darstellerin nach Hollywood, wo sie Warner Brothers unter Vertrag nahmen. 1948 erfolgte Lindfors’ US-Filmdebüt im Kriegsdrama To The Victor. Ab 1950 stand die Schauspielerin auch am Broadway auf der Bühne, als Hauptdarstellerin in Anastasia. 1951 erhielt Lindfors die US-amerikanische Staatsbürgerschaft. Mit ihrem Mann George Tabori probte sie u. a. im Actors Studio von Lee Strasberg, machte Aufführungen wie Strindbergs «Fräulein Julie» und gründete 1966 mit ihm die freie Theatergruppe „The Strolling Players“.
Ihr Erfolg als Film-Schauspielerin blieb allerdings rasch hinter den Erwartungen zurück. Ihr bekanntester Film in jener Zeit war die 1961 produzierte Bibelverfilmung König der Könige, in der sie Claudia Procula verkörperte. Auch stand sie in Fernsehserien, darunter Bonanza und Der Denver-Clan vor der Kamera. Auf der Berlinale 1962 gewann sie für ihre Rolle in dem Independentfilm No Exit gemeinsam mit ihrer Partnerin Rita Gam einen Silbernen Bären.
Lindfors wurde erst mit zunehmendem Alter für die Produzenten interessant. 1978 konnte sie Robert Altman für Eine Hochzeit gewinnen, und Roland Emmerich 1994 für Stargate.
1987 stand sie zum ersten und einzigen Mal hinter der Kamera. Unfinished Business war der 67-minütige Spielfilm, bei dem sie nicht nur Regie führte und das Drehbuch schrieb, sondern auch in einer Nebenrolle zu sehen war.
Viveca Lindfors stand ab dem Sommer 1995 in Schweden wieder auf der Bühne. Sie starb im Oktober desselben Jahres, 74-jährig, in ihrer Heimatstadt Uppsala an Komplikationen ihrer Rheumaerkrankung.

### Familie
Sie war viermal verheiratet. 1941 heiratete sie den Deutschen Harry Hasso, die Scheidung erfolgte 1942. Zwischen 1944 und 1948 war sie mit dem Schweden Folke Rogard verheiratet. Mit ihm bekam sie ihr zweites Kind, Lena Tabori, die heute als Schauspielerin und Produzentin tätig ist. Mit ihrem dritten Ehemann, dem US-Amerikaner Don Siegel, mit welchem Lindfors zwischen 1948 und 1953 verheiratet war, bekam Lindfors ihr drittes Kind, Kristoffer Tabori, der heute als Regisseur und Schauspieler erfolgreich ist. Die Halbgeschwister Lena und Kristoffer nahmen nach der Heirat ihrer Mutter 1954 mit dem Schriftsteller und Drehbuchautor George Tabori auch dessen Familiennamen an. Die Ehe mit Tabori wurde auch zur längsten Ehe von Viveca Lindfors. Mit Taboris Übersiedlung nach Deutschland 1971 wurde sie beendet, die Scheidung erfolgte im folgenden Jahr.

## Filmografie (Auswahl)
- 1942: Egoismus der Liebe (Appassionata)
- 1943: Anna Lans
- 1948: Die Liebesabenteuer des Don Juan (Adventures of Don Juan)
- 1949: Singoalla – die Zigeunerin (Singoalla, in drei Fassungen gedreht: schwedisch, französisch, englisch)
- 1950: Mein Glück in deine Hände (No Sad Songs for Me)
- 1950: Gesetzlos (Backfire)
- 1950: Stadt im Dunkel (Dark City)
- 1951: Die Vier im Jeep
- 1952: Gier nach Gold (The Raiders)
- 1952: Nicht die Zeit für Blumen (No Time for Flowers)
- 1955: Im Schatten des Galgens (Run for Cover)
- 1955: Das Schloß im Schatten (Moonfleet)
- 1956: Von Rache getrieben (The Halliday Brand)
- 1957: I Accuse!
- 1958: Sturm im Osten (La tempesta)
- 1959: Tausend Meilen Staub (Rawhide, Fernsehserie, Folge 2x01)
- 1960: Das Buch Ruth (The Story of Ruth)
- 1961: König der Könige (King of Kings)
- 1962: Geschlossene Gesellschaft (No Exit)
- 1962: Sie sind verdammt (The Damned)
- 1962, 1964: Preston & Preston (The Defenders, Fernsehserie, 2 Folgen)
- 1964: Das Vorleben der Sylvia West (Sylvia)
- 1965: Das teuflische Spiel (Brainstorm)
- 1969: Coming Apart
- 1973: Cherie Bitter (The Way We Were)
- 1973: Ein Toter lacht als letzter (La Campaña del infierno)
- 1976: Willkommen in Los Angeles (Welcome to L.A. )
- 1977: Tabu (Taboo)
- 1978: Eine Hochzeit (A Wedding)
- 1979: Eine Welt ohne Ton (Voices)
- 1979: Linus und das alte Backsteinhaus (Linus eller tegelhusets hemlighet)
- 1980: Marilyn Monroe – Eine wahre Geschichte (Marilyn: The Untold Story)
- 1981: Die Hand (The Hand)
- 1982: Creepshow
- 1983: Dies rigorose Leben
- 1984: Die Lüge – Trauerflor für zwei Geliebte (Passions)
- 1984: Die zehnte Stufe (The tenth Level)
- 1984: Silent Madness
- 1985: Der Volltreffer (The Sure Thing)
- 1985: Going Undercover (Going Undercover – Yellow Pages)
- 1986: Frankensteins Tante (Frankensteinova teta)
- 1987: Die Geschichte der Ann Jillian (The Ann Jillian Story)
- 1987: Winternacht (Rachel River)
- 1989: Reise in ein besseres Leben (Misplaced)
- 1990: Der Exorzist III (The Exorcist III)
- 1990: Luba
- 1991: Zandalee – Das sechste Gebot (Zandalee)
- 1991: North of Pittsburgh
- 1994: Backstreet Justice – Knallhart und unbestechlich (Backstreet Justice)
- 1994: Stargate